# Ricky Burdett
Richard Burdett, más conocido como Ricky Burdett (Londres, 1956) es un arquitecto y urbanista británico, profesor de Estudios Urbanos en la London School of Economics and Political Science (LSE) y director del proyecto LSE Cities y Urban Age.

## Biografía
Nacido en Londres, hijo del periodista de la CBS, Winston Burdett, y de Giorgina Nathan, vivió y creció en Roma, de donde era su madre, hasta su ingreso en la universidad. Con diecinueve años se trasladó al Reino Unido para incorporarse a la universidad en Bristol y estudiar arquitectura.
Burdett es catedrático de Estudios urbanos y director del LSE Cities y del Urban Age Programme de la London School of Economics. Su investigación se centra en las interacciones del mundo físico y social en la ciudad contemporánea y cómo la urbanización afecta a la sostenibilidad social y ambiental. Ha participado en proyectos de regeneración de toda Europa. Fue consejero de Arquitectura y Urbanismo para los Juegos Olímpicos de Londres de 2012 y asesor del alcalde de la capital británica en temas de arquitectura de 2001 a 2006.
Miembro del Consejo del Royal College of Art, fue director de la Bienal de Arquitectura de Venecia de 2006, comisario de la exposición Global Cities en la Tate Modern de Londres y presidente del jurado del Premio Mies Crown Hall Americas, entre otros. De sus ensayos se señalan Transforming Urban Economies (Routledge, 2003), The Endless City (Phaidon Press, 2007) p Living in the Endless City (Phaidon Press, 2011).